# Удовиченковский сельский совет (Зеньковский район)
Удовиченковский сельский совет (укр. Удовиченківська сільська рада) — входит в состав
Зеньковского района
Полтавской области
Украины.
Административный центр сельского совета находится в 
с. Удовиченки.

## Населённые пункты совета
- с. Удовиченки
- с. Зайцы
- с. Косяки
- с. Левченки
- с. Матяши
- с. Руденки-Гончары